# Campeonato Uruguayo de Primera División 1963
El Campeonato Uruguayo 1963 fue el 59° torneo de Primera División del fútbol uruguayo, correspondiente al año 1963. Contó con la participación de 10 equipos, los cuales se enfrentaron en sistema de todos contra todos a dos ruedas.
El campeón fue el Club Nacional de Football, que clasificó a la Copa de Campeones de América 1964.

## Participantes

### Ascensos y descensos
| Equipo               | Ascendido como                      |
| -------------------- | ----------------------------------- |
| Montevideo Wanderers | Campeón de la Segunda División 1962 |

| Equipo  | Descendido como           |
| ------- | ------------------------- |
| Central | 10° Primera División 1962 |

## Campeonato

### Tabla de posiciones
| Pos. | Equipo               | PJ | PG | PE | PP | GF | GC | Dif. | Pts. |
| ---- | -------------------- | -- | -- | -- | -- | -- | -- | ---- | ---- |
| 1º   | Nacional             | 18 | 15 | 1  | 2  | 40 | 10 | +30  | 31   |
| 2º   | Peñarol              | 18 | 14 | 2  | 2  | 40 | 17 | +23  | 30   |
| 3º   | Montevideo Wanderers | 18 | 8  | 5  | 5  | 24 | 20 | +4   | 21   |
| 4º   | Fénix                | 18 | 7  | 5  | 6  | 24 | 27 | -3   | 19   |
| 5º   | Racing               | 18 | 7  | 4  | 7  | 24 | 25 | -1   | 18   |
| 6º   | Rampla Juniors       | 18 | 7  | 2  | 9  | 27 | 27 | 0    | 16   |
| 7º   | Danubio              | 18 | 7  | 2  | 9  | 26 | 37 | -11  | 16   |
| 8º   | Cerro                | 18 | 4  | 5  | 9  | 26 | 32 | -6   | 13   |
| 9º   | Defensor             | 18 | 3  | 2  | 13 | 16 | 31 | -15  | 8    |
| 10º  | Liverpool            | 18 | 3  | 2  | 13 | 21 | 42 | -21  | 8    |

|  | Campeón Uruguayo.             |
|  | Desciende a Segunda División. |

|                                             |
| Uruguay                                     |
| Campeón Uruguayo 1963 Nacional 26.to título |

### Equipos clasificados

#### Copa de Campeones de América 1964
|   | Equipo   | Clasificación como            |
| - | -------- | ----------------------------- |
| 1 | Nacional | Campeón Primera División 1963 |

### Fixture
| Danubio              | 3–2 | Liverpool      |
| Fénix                | 1–1 | Racing         |
| Nacional             | 4–1 | Rampla Juniors |
| Peñarol              | 2–0 | Defensor       |
| Montevideo Wanderers | 2–0 | Cerro          |

| Cerro          | 3–0 | Defensor             |
| Fénix          | 1–0 | Montevideo Wanderers |
| Nacional       | 3–0 | Danubio              |
| Peñarol        | 4–2 | Liverpool            |
| Rampla Juniors | 3–0 | Racing               |

| Defensor  | 2–1 | Rampla Juniors       |
| Fénix     | 4–2 | Danubio              |
| Liverpool | 3–2 | Racing               |
| Nacional  | 4–2 | Cerro                |
| Peñarol   | 2–2 | Montevideo Wanderers |

| Danubio              | 3–2 | Defensor  |
| Nacional             | 2–1 | Fénix     |
| Racing               | 3–2 | Peñarol   |
| Rampla Juniors       | 2–1 | Cerro     |
| Montevideo Wanderers | 3–1 | Liverpool |

| Cerro          | 1–1 | Peñarol              |
| Danubio        | 2–1 | Racing               |
| Fénix          | 1–0 | Defensor             |
| Nacional       | 2–0 | Montevideo Wanderers |
| Rampla Juniors | 2–0 | Liverpool            |

| Cerro                | 3–0 | Liverpool      |
| Danubio              | 4–3 | Rampla Juniors |
| Nacional             | 2–1 | Racing         |
| Peñarol              | 2–1 | Fénix          |
| Montevideo Wanderers | 3–2 | Defensor       |

| Cerro    | 1–1 | Danubio              |
| Fénix    | 4–3 | Liverpool            |
| Nacional | 2–0 | Defensor             |
| Peñarol  | 2–1 | Rampla Juniors       |
| Racing   | 5–2 | Montevideo Wanderers |

| Cerro          | 1–1 | Racing               |
| Danubio        | 3–1 | Montevideo Wanderers |
| Defensor       | 1–1 | Liverpool            |
| Peñarol        | 1–0 | Nacional             |
| Rampla Juniors | 3–0 | Fénix                |

| Fénix                | 3–1 | Cerro          |
| Nacional             | 2–0 | Liverpool      |
| Peñarol              | 3–0 | Danubio        |
| Racing               | 2–1 | Defensor       |
| Montevideo Wanderers | 2–0 | Rampla Juniors |

| Cerro    | 1–1 | Montevideo Wanderers |
| Danubio  | 2–1 | Liverpool            |
| Racing   | 0–0 | Fénix                |
| Nacional | 2–0 | Rampla Juniors       |
| Peñarol  | 2–0 | Defensor             |

| Cerro    | 3–2 | Defensor             |
| Fénix    | 0–0 | Montevideo Wanderers |
| Nacional | 2–1 | Danubio              |
| Peñarol  | 3–0 | Liverpool            |
| Racing   | 0–0 | Rampla Juniors       |

| Defensor | 0–0 | Rampla Juniors       |
| Fénix    | 2–0 | Danubio              |
| Nacional | 2–0 | Cerro                |
| Peñarol  | 2–1 | Montevideo Wanderers |
| Racing   | 2–0 | Liverpool            |

| Defensor             | 3–0 | Danubio   |
| Nacional             | 4–0 | Fénix     |
| Racing               | 1–0 | Peñarol   |
| Rampla Juniors       | 2–1 | Cerro     |
| Montevideo Wanderers | 1–0 | Liverpool |

| Danubio        | 1–0 | Racing               |
| Defensor       | 3–1 | Fénix                |
| Nacional       | 0–0 | Montevideo Wanderers |
| Peñarol        | 3–1 | Cerro                |
| Rampla Juniors | 4–0 | Liverpool            |

| Liverpool            | 2–1 | Cerro    |
| Nacional             | 4–1 | Racing   |
| Peñarol              | 3–1 | Fénix    |
| Rampla Juniors       | 3–1 | Danubio  |
| Montevideo Wanderers | 1–0 | Defensor |

| Cerro                | 3–2 | Danubio        |
| Fénix                | 2–2 | Liverpool      |
| Nacional             | 1–0 | Defensor       |
| Peñarol              | 3–1 | Rampla Juniors |
| Montevideo Wanderers | 1–0 | Racing         |

| Danubio   | 0–0 | Montevideo Wanderers |
| Fénix     | 1–0 | Rampla Juniors       |
| Liverpool | 4–0 | Defensor             |
| Peñarol   | 2–1 | Nacional             |
| Racing    | 3–2 | Cerro                |

| Cerro                | 1–1 | Fénix          |
| Nacional             | 3–0 | Liverpool      |
| Peñarol              | 3–1 | Danubio        |
| Racing               | 1–0 | Defensor       |
| Montevideo Wanderers | 4–1 | Rampla Juniors |

## Tabla del descenso
El equipo de Liverpool descendió a la Divisional B del año siguiente, posicionándose último en la tabla del descenso.
| Pos. | Equipo               | Pts. 1962 | Pts. 1963 | Total |
| ---- | -------------------- | --------- | --------- | ----- |
| 1º   | Peñarol              | 33        | 30        | 63    |
| 2º   | Nacional             | 27        | 31        | 58    |
| 3º   | Montevideo Wanderers | 1a B      | 21        | 42    |
| 4º   | Fénix                | 18        | 19        | 37    |
| 5º   | Racing               | 17        | 18        | 35    |
| 6º   | Rampla Juniors       | 15        | 16        | 31    |
| 7º   | Cerro                | 17        | 13        | 30    |
| 8º   | Danubio              | 10        | 16        | 26    |
| 9º   | Defensor             | 17        | 8         | 25    |
| 10º  | Liverpool            | 15        | 8         | 23    |